# جين أتكينسون
جين أتكينسون (بالإنجليزية: Jayne Atkinson)‏ مواليد 18 فبراير 1959 في بورنموث، دورست، إنجلترا، المملكة المتحدة، هي ممثلة بريطانية بدأت مسيرتها الفنية عام 1985.

## الأعمال
- القرية
- سريانا

## وصلات خارجية
- الموقع الإلكتروني
- جين أتكينسون على موقع IMDb (الإنجليزية)
- جين أتكينسون على موقع ألو سيني (الفرنسية)
- جين أتكينسون على موقع أول موفي (الإنجليزية)
- جين أتكينسون على موقع قاعدة بيانات برودواي على الإنترنت (الإنجليزية)
- جين أتكينسون على موقع قاعدة بيانات الأفلام السويدية (السويدية)
- جين أتكينسون على موقع إن إن دي بي (الإنجليزية)
- جين أتكينسون على موقع ديسكوغز (الإنجليزية)
- جين أتكينسون على موقع قاعدة بيانات الفيلم (الإنجليزية)
- جين أتكينسون على موقع ليتربوكسد (الإنجليزية)
- جين أتكينسون على موقع كينوبويسك (الروسية)